# IC 1601
IC 1601 — галактика типу Sab (компактна витягнута галактика) у сузір'ї Кит.
Цей об'єкт міститься в оригінальній редакції індексного каталогу.